# Норт Амитивил (Њујорк)
Норт Амитивил (енгл. North Amityville) насељено је место без административног статуса у америчкој савезној држави Њујорк.

## Демографија
По попису из 2010. године број становника је 17.862, што је 1.29 (7,8%) становника више него 2000. године.
| Група             | 2000.          | 2010.          |
| Белци             | 2.279 (13,8%)  | 1.907 (10,7%)  |
| Афроамериканци    | 11.386 (68,7%) | 10.524 (58,9%) |
| Азијати           | 173 (1,0%)     | 171 (1,0%)     |
| Хиспаноамериканци | 2.242 (13,5%)  | 5.093 (28,5%)  |
| Укупно            | 16.572         | 17.862         |